# L'arrivo dei fotografi al congresso di Lione
L'arrivo dei fotografi al congresso di Lione è un cortometraggio dei fratelli Auguste e Louis Lumière, compreso tra i dieci film che vennero proiettati al primo spettacolo pubblico di cinematografo del 28 dicembre 1895 al Salon indien du Grand Café di Boulevard des Capucines a Parigi.

## Produzione

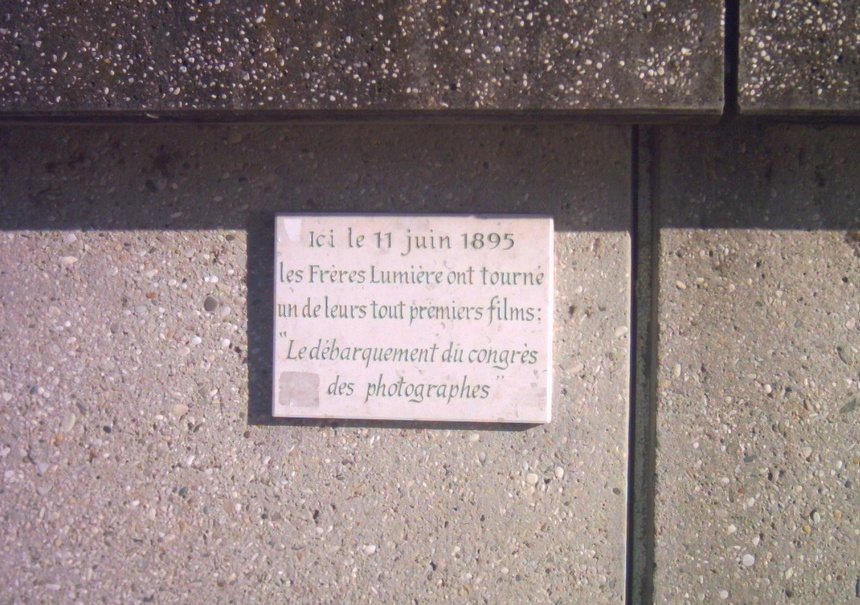
Targa a Neuville che ricorda il luogo dove venne girato il film

Il film era stato girato nel giugno 1895 a Neuville-sur-Saône e raffigurava lo sbarco di alcuni partecipanti al congresso fotografico di Lione, alcuni accompagnati dalle signore. Molti di essi hanno sottobraccio strumenti fotografici come treppiedi, soffietti e apparecchi vari.
Questo film è particolarmente interessante per il fatto che alcuni congressisti conoscono l'operatore (sicuramente uno dei due Lumière stesso) e, conoscendolo, lo salutano con gesti, cenni o togliendosi il cappello. A differenza quindi delle regole del cinema "classico" codificate in seguito, l'operatore non è invisibile, ma anzi la sua presenza influenza l'azione stessa.

## Critica
(Georges Sadoul, Storia del cinema mondiale, p. 33.)